# Teselado esfinge

Cuatro hexadiamantes "esfinge" pueden disponerse para formar otra "esfinge" de mayor tamaño.

En geometría, un teselado esfinge es un tipo de recubrimiento del plano que  utiliza la "esfinge", un hexadiamante pentagonal formado por seis triángulos equiláteros juntos. La forma resultante debe su nombre a que su contorno recuerda a la silueta de la Esfinge de Gizá. Una esfinge puede ser subdividida en cualquier número cuadrado de copias de sí misma, algunas de ellas imágenes especulares, y repitiendo este proceso permite obtener un recubrimiento no-periódico del plano. La esfinge es por tanto una repitesela (es decir, un patrón autorreplicante de teselado). Es una de las pocas repiteselas pentagonales conocidas y la única de ellas cuyas subdivisiones son iguales en medida.